# Янссон, Моника
Мо́ника Я́нссон (швед. Monika Jansson; род. 27 февраля 1960) — шведская кёрлингистка.

## Достижения
- Зимние Олимпийские игры: серебро (1988 — демонстрационный вид).
- Чемпионат Европы по кёрлингу: золото (1988).
- Чемпионат Швеции по кёрлингу среди женщин: золото (1988)[2].

## Команды
| Сезон   | Четвёртый         | Третий         | Второй         | Первый          | Запасной             | Турниры             |
| ------- | ----------------- | -------------- | -------------- | --------------- | -------------------- | ------------------- |
| 1987—88 | Элизабет Хёгстрём | Моника Янссон  | Биргитта Севик | Мари Хенрикссон | Анетте Норберг (ЗОИ) | ЗОИ 1988 · ЧШЖ 1988 |
| 1988    | Элизабет Хёгстрём | Анетте Норберг | Моника Янссон  | Мари Хенрикссон |                      | ЧЕ 1988             |

(скипы выделены полужирным шрифтом)